# Joseph Tiefenthaler

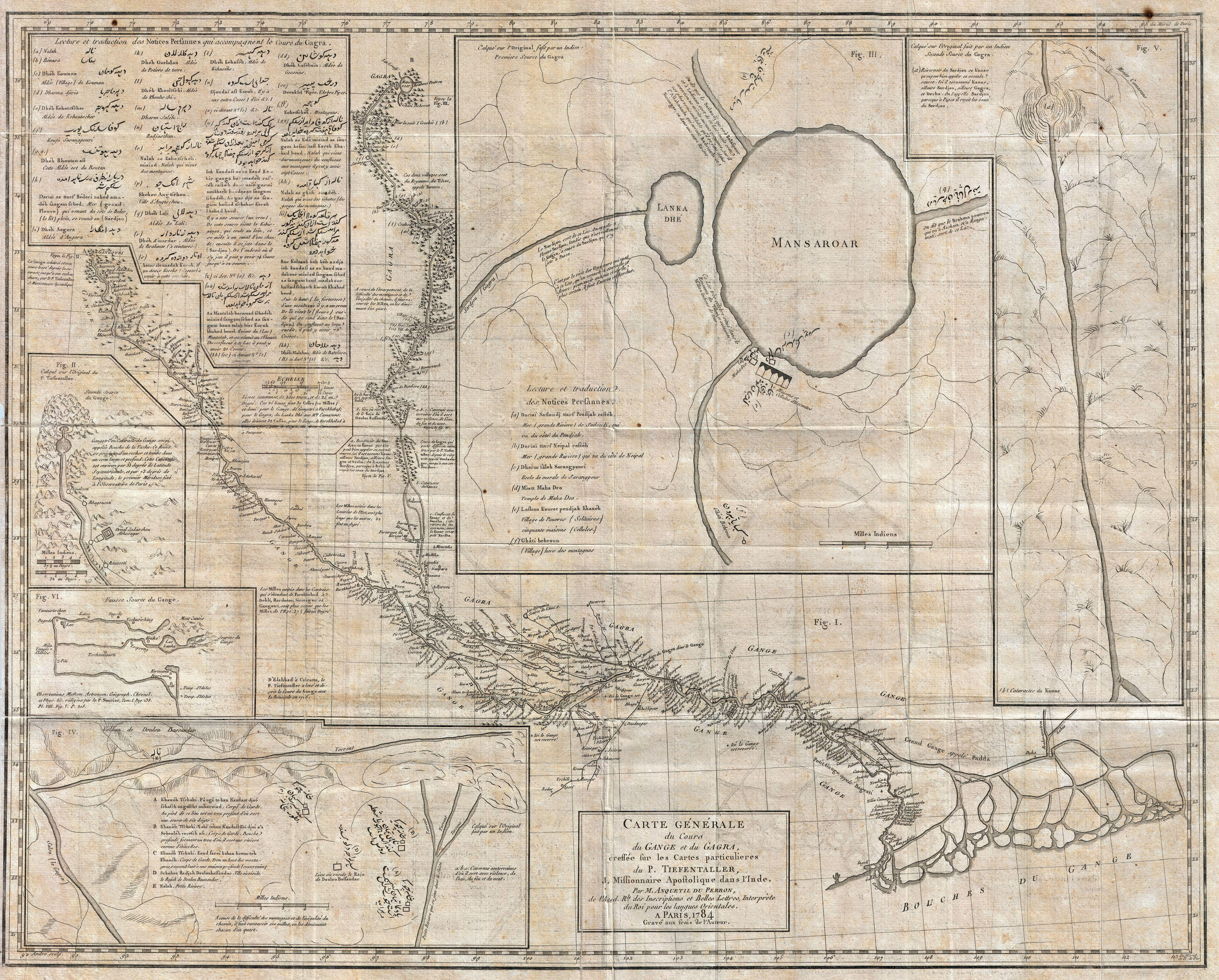
Kaart van Tiefenthaler

Joseph Tiefenthaler, ook wel geschreven als Tieffenthaler of Tieffentaller, (Bozen, 27 augustus 1710 - Lucknow, 5 juli 1785) was een Oostenrijkse jezuïet en missionaris. Hij was tevens een van de eerste Europese geografen die over India schreef.
- Bibsys: 2035299
- Bibliothèque nationale de France: cb15553521t (data)
- Gemeinsame Normdatei: 128846852
- International Standard Name Identifier: 0000 0000 3958 6273
- Library of Congress Control Number: nb2008013885
- Nederlandse Thesaurus van Auteursnamen: 08638743X
- Réseau des bibliothèques de Suisse occidentale: 02-A023056839
- Système universitaire de documentation: 250639904
- Virtual International Authority File: 76629320
- WorldCat: E39PBJcrfmwPqK9dVWPRVYxMT3